# Emirates Integrated Telecommunications Company
Emirates Integrated Telecommunications Company (EITC) es un operador de telecomunicación en los Emiratos Árabes Unidos. Aunque Emirates Integrated Telecommunications Company es su nombre legal, se mostró de nuevo en el mercado como du en febrero de 2006.

## Historia
El nombre oficial de du es Emirates Telecommunications Company Integrado (EITC). Se muestra en el mercado como du en febrero de 2006. La empresa contaba con 4,5 millones de suscriptores a finales de marzo de 2011. La compañía puso en marcha los servicios de telecomunicaciones móviles en febrero de 2007 en los Emiratos Árabes Unidos y se informó de sus resultados de 2008 para todo el año en febrero, revelando que había añadido 1,88 millones de clientes de telefonía móvil en los últimos 12 meses.

## Entretenimiento y Patrocinios

### du Arena
La du Arena es un lugar al aire libre en la isla de Yas, Abu Dabi con una capacidad permanente para 25.000 personas, que fue llamada Yas Arena antes del cambio de marca en mayo de 2012 tras un acuerdo de 4 años entre du y Flash Entertainment, pero no el acuerdo no tenía valor pero fue anunciado públicamente.
El cambio de marca precedió al primer concierto de Madonna, como parte de su gira MDNA, en la región árabe, el 3 y 4 de junio de 2012. du y Think Flash renovó el lugar para el concierto de Madonna, que incluía la construcción de una nueva obra de 23m x 54m y el desarrollo de un sistema pirotécnico e iluminación compleja. Las nuevas obras contaron con la reinstalación de la hierba, la eliminación de la grava, el calzado del asfaltado establecido a lo largo de la arena y una zona con una céntrica plaza pública con mercancías con entretenimiento comercial.
La du Arena ha acogido a muchos músicos internacionales bajo la plataforma de entretenimiento de la empresa de telecomunicaciones du Live! como Madonna, incluyendo a Eric Clapton, Kylie Minogue, Nickelback, Eminem, Andrea Bocelli, Metallica, Kanye West, Sting, y el Festival Creamfields de música de baile con DJs como Tiësto, David Guetta, Armin van Buuren y Coldplay.

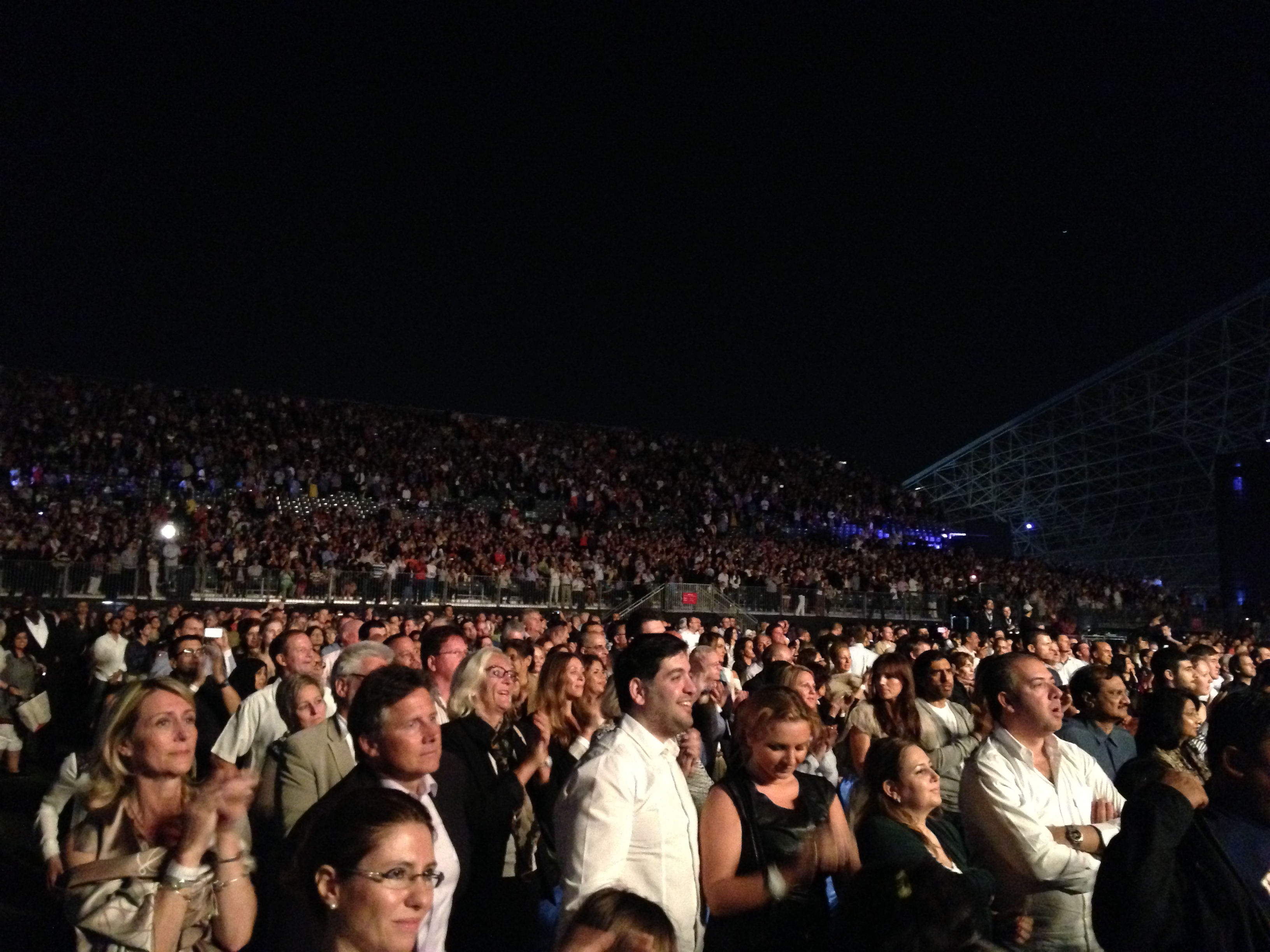
Una multitud de personas en el concierto de Andrea Bocelli en la du Arena de Abu Dabi, Emiratos Árabes Unidos